# Greater Bay Airlines
Greater Bay Airlines Company Limited (GBA), (chinesisch 大灣區航空有限公司), ist eine chinesische Billigfluggesellschaft mit Sitz in der Sonderverwaltungszone Hongkong und Basis auf dem Hong Kong International Airport.

## Geschichte
Greater Bay Airlines wurde ursprünglich am 24. Mai 2010 als Tochtergesellschaft von East Pacific (Holdings) Ltd. gegründet. Das Unternehmen hat mehrere Namensänderungen durchlaufen und wurde am 8. Juli 2020 in Greater Bay Airlines umbenannt.
Während des Zulassungsverfahrens kam es aufgrund von Bedenken der Konkurrenten Cathay Pacific, HK Express und Hong Kong Airlines zu Verzögerungen, welche aber bis Februar 2021 ausgeräumt werden konnten.
Im September 2021 erhielt Greater Bay Airlines ihr erstes Flugzeug, eine Boeing 737-800 die von ICBC Financial Leasing geleast wird. Im Oktober 2021 erhielt die Fluggesellschaft das Air Operator Certificate und begann im November mit Charterflügen. Der erste Charterflug am 29. November 2021 führte von Hongkong nach Bangkok und wieder zurück.
Im Februar 2022 erhielt die Fluggesellschaft die Air Transport License von der Hongkonger Air Transport Licensing Authority (ATLA), welche es ihr erlaubt, auch Linienflüge durchzuführen. Im März 2022 übernahm man eine zweite Boeing 737-800.
Im Juli 2022 nahm Greater Bay Airlines mit Flügen von Hongkong nach Bangkok den planmäßigen Betrieb auf.
Im März 2023 gaben Boeing und Greater Bay Airlines eine Bestellung über 15 Boeing 737 Max 9 sowie eine Absichtserklärung zum Kauf von mindestens fünf Boeing 787 bekannt.

## Flugziele
Greater Bay Airlines bedient mehrere Ziele innerhalb der Volksrepublik China sowie in Ost- und Südostasien.

## Flotte
Mit Stand Juli 2025 besteht die Flotte der Greater Bay Airlines aus sieben Flugzeugen mit einem Durchschnittsalter von 9,3 Jahren:
| Flugzeugtyp      | Anzahl | bestellt | Anmerkungen                          | Sitzplätze | Durchschnittsalter |
| ---------------- | ------ | -------- | ------------------------------------ | ---------- | ------------------ |
| Boeing 737-800   | 07     |          | B-KJD mit "Greater Bay Area" Sticker | 189        | 9,3 Jahre          |
| Boeing 737 Max 9 |        | 15       |                                      | – offen –  |                    |
| Gesamt           | 07     | 15       |                                      |            | 9,3 Jahre          |